# Antikens konst
Med antikens konst avses här konsten som producerades i Mesopotamien och medelhavsvärlden från den sumeriska kulturen omkring 3000 f.Kr. till erövringen av större delen av detta område omkring 600 e.Kr. av stammar från Arabiska halvön. Detta är en oerhört lång tidsperiod och ett enormt stort geografiskt område. Under olika långa perioder har visserligen stora delar av detta område varit enat under romarna, kristendomen och islam men i ännu högre grad har lokala särdrag skapat en lång rad vitt skilda kulturella uttryck. Någon konst som kan sägas vara typisk för hela antiken finns inte.

## Mesopotamien
Huvudartikel: Mesopotamisk konst
Mesopotamien anses ofta vara "civilisationens vagga". Inom dess gränser utvecklade de äldsta kända civilisationerna jordbruk och skriftspråk. Ett stort antal civilisationer verkade sida vid sida och avlöste varandra. De efterlämnade en stor variation av konstverk och byggnader som bildar grunden för konsten efter dem. Den mesopotamiska konsten betraktas ofta som hela mänsklighetens första konstnärliga ambitioner. Somliga element i deras konst återfinns fortfarande i den islamiska konsten, som till exempel ornamentiken och de rikt dekorerade kakelväggarna, och andra i den västerländska konsten, till exempel megaronen, kolonnen och reliefväggarna. 

### Bildkonst
De tidigaste sumeriska bilderna hade en starkt stiliserad karaktär med ett värdeperspektiv konsekvent tillämpat i, i första hand, kultens och, i andra hand, härskarens tjänst. När akkaderna övertog makten i Sumer utvecklade de ett av världshistoriens första stora imperier, det vill säga ett rike som också inkluderade många olika folkgrupper. Härskarnas makt ökade på prästerskapets bekostnad och med påverkan från alla dessa disparata kulturella uttryck kom konsten också att bli alltmer naturalistisk. I och med de assyriska relieferna övergavs värdeperspektivet och detaljrikedomen ökade avsevärt för att kulminera i den persiska konstens överdådigt ornamenterade djurdekor. Kakelväggarna med sina färgintensiva mosaikmotiv utvecklades också snabbt och förebådar den islamiska konstens arkitektur.
- stele

### Arkitektur
I takt med att imperierna omfattade allt större områden växte också arkitekturen i skala och förfining; dekorationen utvecklades då lera, basalt och trä alltmer kom att ersättas med marmor och metaller. De tidiga kulturernas konstgjorda "tempelberg", zigguraterna, ersattes alltmer av den kolonnburna salen med rikt dekorerade väggar i kakel och reliefprydda stenskivor.
Många av de ännu grundläggande elementen i arkitekturen som kolonnen uppfanns redan tidigt av sumererna. Många av de andra välkända konventionerna och byggnadstyperna tillkom under periodens gång.

## Egypten
Huvudartikel: Egyptisk konst
Den egyptiska konsten var knuten till religionen som i sin tur hade till uppgift att upprätthålla den politiska enhet som var en förutsättning för att behärska Nildalens översvämningar. Det forntida Egypten var en isolerad och starkt centraliserad stat och den egyptiska konsten återspeglar detta genom att avbilda gudar, gudinnor och faraoner sida vid sida. Det var först under det nya riket, då Egypten började expandera in i Palestina, och senare, när imperiet fallit och Egypten blev ockuperat av främmande makter, som influenser utifrån började påverka den egyptiska konsten.

### Bildkonst
Den egyptiska konstens främsta kännetecken är strävan efter ordning. Rena, skarpa linjer, enkla former och släta färgytor gör att den egyptiska konsten genomsyras av ordning och balans. Med hjälp av vertikala och horisontella referenslinjer upprätthöll de egyptiska konstnärerna de rätta proportionerna i sin konst. Värdeperspektiv användes genomgående för att återge den rådande sociala ordningen: Gestalter med hög social status återges konsekvent som större än de med lägre status. Någon skillnad beroende på till exempel avståndet till betraktaren finns aldrig. Denna ikonografi återkommer i bruket av symboler. I den egyptiska konsten ska alla bildelement "läsas": faraonerna avbildades med symboler för sina förbindelser med gudarna och för landets enighet, färger representerar olika saker, blått och grönt symboliserade Nilen, gult stod för solen, rött makten etc, och även de olika djurgestalterna representerade enskilda gudar och olika delar av riket. Trots den stränga och högt stiliserade form var den egyptiska konsten ofta mycket realistisk. I synnerhet i återgivningen av djur har de egyptiska konstnärerna visat prov på stor kunskap om anatomi och deras iakttagelseförmåga märks i deras känsla för detaljer.
Under den 18:e dynastin introducerade Ekchnaton en monoteistisk religion och under hans livstid fick konsten en mer naturalistisk form än den stiliserade och idealiserande stil som varit förhärskande under de föregående 1 700 åren.

### Arkitektur
Nilens svårkontrollerade översvämningar tvingade egyptierna att tidigt uppföra strandvallar, fördämningar och kanaler och arkitekturen blev så den viktigaste konstformen i Egypten som överordnades måleriet och skulpturen. Den äldsta arkitektoniska monumentalarkitekturen - inte bara i Egypten utan i hela världen - var pyramiderna. De var de första dynastiernas faraoners gravkammare. Ingen möda tycktes mätta dessa gigantiska byggnadsverk och deras byggande var förenat med stora tekniska svårigheter. 

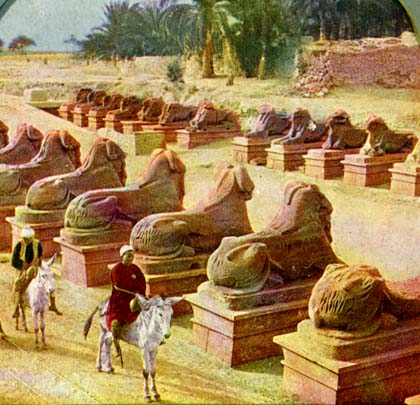
Paradgata med sfinxer

Vid sidan av dem har även de äldsta, pyramidliknande privatgravarna påträffats, både i form av klippkammare och som fritt uppförda byggnader. Det är i dessa byggnader som de äldsta bärande pelarna påträffats, kolonnernas föregångare. Dessa pelare började snart att dekoreras och anta en mängd olika utseenden, vanligen med imitationer av mönster från växtriket. Pelarna under den 12:e dynastin kallas ibland för protodorer. Förebilderna för dessa pelare kom från profanarkitekturens träpelare som är kända från monumentens scenerier. Egentliga kolonner, med kapitäl i form av en palm- eller lotusblomma, har hittats på 18:e dynastins tempel. I och med att man la djurmotiv till dessa växtmotiv, på till exempel Hathorkapitälen, utökades variationen avsevärt. 
Bland de mest praktfulla egyptiska byggnadsverken brukar till exempel Amontemplet i Karnak och Seti I:s tempel i Gurna, Ramses tempel i Abu-Simbel och Ptolemaiernas i Edfu och Dendra räknas. De flesta egyptiska tempel följde samma plan. Till ingången ledde en allé av sfinxer och ingången kantades av en propylon, två tornliknande murar som förenades i basen genom en slags bro där porten fanns. Innanför porten fanns en peristylgård och innanför den ännu en portik som ledde till en pelarsal som i sin tur ledde till ännu en pelarsal. Innanför den fanns en serie kammare som utgjorde själva helgedomen där gudabilden tronade i sitt naos. Alla väggar var rikt dekorerade och framför pylonerna stod kolosser, obelisker och flaggstänger.

## Grekland
Huvudartikel: Grekisk konst
Bronsålderskulturerna i Egypten och Mesopotamien hittade tidigt en form som kom att förbli typisk för den konst som producerades i dessa kulturområden. Den grekiska världen kom istället från början i nära kontakt med andra kulturer och blev under sin bronsålder ständigt invaderad av folkgrupper som, istället för att helt anamma den etablerade kulturen eller undantränga den, tillförde den sitt eget formspråk. Resultatet blev att konsten genomgick en utveckling där importerade konstformer ständigt ställdes mot de inhemska, hävdvunna. Med Alexander den stores erövring av det persiska riket på 300-talet f.Kr.. fick den grekiska konsten sin exceptionellt snabba spridning både österut till Indien och västerut till Rom.

### Bildkonst
Den grekiska skulpturen har en naturlig utgångspunkt i de förhistoriska, kykladiska votivfigurinerna av marmor. Under de minoiska och mykenska perioderna tillkom typiska grekiska drag i vasmåleriet som naturalism och den konstruktiva principen där delarnas relation till helheten accentueras. När denna inhemska tradition och de arkaiska myterna mötte den monumentala egyptiska konsten hade grunden för den klassiska grekiska skulpturen etablerat sig. Med den sociala och ekonomiska utvecklingen kring 500 f.Kr. kom så skulpturen att stå relativt fritt från kulten; formfriheten gjorde att de grekiska konstnärerna i sin strävan efter naturalism introducerade friskulpturen och kontraposten i konsten.
Vasmåleriet intar en särskild plats i den grekiska konsten. Till skillnad från mycket måleri under antiken finns många grekiska vaser bevarade och de erbjuder en unik möjlighet att studera bildkonstens utveckling. Vaserna, som användes mycket som praktföremål, dekorerades med såväl geometriska, abstrakta som figurativa motiv. De erbjöd en icke-religiös plattform där konstnärerna fritt från kulten kunde utveckla en bildtradition som blev utomordentligt betydande för konsten, inte bara i två dimensioner utan även relieferna och till slut skulpturen.

### Arkitektur
Lite förenklat kan man säga att grekerna "ärvde" megaronen och pelarhallen från Orienten och kolonnen och monumentaliteten från Egypten. Men den särpräglat grekiska artikuleringen av delarna och den fristående placeringen av templen i landskapet gjorde den grekiska arkitekturen unik. Eftersom Grekland saknade den starka centralmakt som varit dominerande i både Egypten och Mesopotamien kom arkitekturen att utvecklas parallellt i olika delar av den egeiska världen. Konkurrensen mellan de grekiska stadsstaterna och kolonierna gav upphov till de klassiska doriska, joniska och korintiska kolonnordningarna.

## Etrurien
Huvudartikel: Etruskisk konst
Innan Etrurien blev en provins i det romerska riket och uppgick i den hellenistiska kultursfären utvecklade etruskerna en egen konstuppfattning där förfäderskulten hade en framträdande plats - den etruskiska konsten återger snarare historiska personer än mytologiska som i den grekiska konsten. Även om deras konst tidigt upptog många element från den grekiska skiljer den sig från denna i och med de lokala förutsättningarna, till exempel användes terrakotta och trä istället för marmor. Den etruskiska konstuppfattningen blev ett viktigt element i den romerska konsten.

## Romerska riket
När det romerska riket politisk behärskade hela Medelhavet hade det redan uppgått i den hellenistiska kultursfären, och grekiska konstnärer arbetade i Rom i en grekisk konsttradion för romerska beställare sedan länge.

### Rom
Huvudartikel: Romersk konst
Kulten av anfäderna blev lika viktigt i den romerska konsten som de etruskiska förebilderna. Prominenta romare lät sig avbildas tillsammans med bilder av sina förfäder på ett sätt som inte var tänkbart i den grekiska konsten, men till formen redovisade den romerska skulpturen tydlig sina grekiska förebilder. I arkitekturen var de hellenistiska förebilderna viktiga, men romarna utvecklade valvet till ett centralt element i den officiella arkitekturen. Genom att använda betong lyckades de ge arkitekturen en omfattning och skala som Grekland aldrig sett maken till. De romerska kejsarporträtten och de officiella monumenten hade en central betydelse och imiterades ofta av romare och andra folk i hela det romerska riket, framför allt i Västeuropa.

### Senantiken
Huvudartikel: Senantikens konst
Omkring 200 e.Kr. kom orientaliska element i såväl religion som konst att i grunden förändra den romerska konsten. Värdeperspektiv och stilisering återintroducerades i bildkonsten på bekostnad av naturalism och realism. Allt eftersom centralmakten försvagades i det romerska riket kom de lokala stilarna att gradvis ersätta den hellenistiska stilen och till slut importeras till själva Rom. Kristendomen anammade de antika stilarna, men med rikets delning uppstod slutgiltigt ett antal regionala stilar som i minskande grad påverkade varandra. Basilikan var en romersk byggnad som kristendomen gjorde till sin. 